# Suba Sankaran
Suba Sankaran (* um 1975 in Toronto) ist eine kanadische Sängerin, Pianistin, Perkussionistin und Komponistin indischer Herkunft.

## Leben
Sankaran hatte seit ihrer Kindheit Unterricht in klassischem südindischem Gesang und Perkussion bei ihrem Vater Trichy Sankaran. Im Alter von sechs Jahren begann sie eine klassische Klavierausbildung am Royal Conservatory of Music in Toronto bei Dale Innes und Francine Kay. Bis 1997 studierte sie an der York University Jazzmusik bei Carol Welsman, Lisa Martinelli, Bob Mover, Bob Fenton, Don Thompson, Barry Elmes und Al Henderson, Alte Musik bei Robert Sterling Beckwith sowie Weltmusik und Improvisation bei ihrem Vater, Casey Sokol und David Mott. Ihre Perkussionsstudien vertiefte sie zwischen 1990 und 2000 bei John Brownell und Russell Hartenberger (Marimba), Sal Ferreras (Perkussion) und Glen Velez (Rahmentrommel und Obertongesang). Mit einer Arbeit über den A-Cappella-Gesang Bobby McFerrins erwarb sie 2002 den Mastergrad.
Während ihres Studiums leitete Sankaran u. a. den Chor Wibijazz’n’, ein A-Cappella-Ensemble von Studenten der York University, Earl Haig’s Pandora’s Vox, den Jazzchor der York University und den Adult Jazz Choir des Royal Conservatory of Music. Sie gibt Kurse und Workshops für verschiedene Stile (Jazz, Weltmusik, indische Musik), Vokalperkussion und vokale Gruppenimprovisation. Ihre Arrangements und Kompositionen für Chor wurden in Kanada, den USA, Europa und Indien u. a. vom Toronto Mendelssohn Youth Choir, den Penthelia Singers, den Oriana Singers, den Jubilate Singers und dem Xavier College Chorus (Mumbai) aufgeführt. Als Jurorin wirkte sie u. a. am Toronto International Music Festival, am Brandon Jazz Festival, am Ontario Vocal Festival und an der Penthelia Singers’ Composition Competition mit.
1992 leitete Sankaran eine Aufführung von R. Murray Schafers Epitaph for Moonlight für Chor, Orchester und Tänzer. Im Rahmen des Claude Watson Arts Program nahm sie als featured artist an einer Tournee der Canadian Dance Tapestry mit Auftritten u. a. in Disneyworld, der Stompin' Ground Dance Hall in North Carolina, in Italien und der Region Toronto teil. Von 1997 bis 2004 leitete sie den Jazzchor Pandora’s Vox.
Sankaran leitet auch mehrere eigene Formationen: Ihre Gruppe Autorickshaw tritt in der Besetzung Duo bis Quintett (mit Sankaran, Gesang, Ed Hanley, Tabla und Vokalperkussion, Dylan Bell, Bass, Keyboard, Justin Abedin, Gitarre, und Ben Riley, Schlagzeug) auf. Mit Dylan Bell bildet sie das A-Cappela-Duo FreePlay. Außerdem ist sie Mitglied der Gruppe Retrocity. Mit Musikern wie Jane Bunnett und den Spirits of Havana, N. Ravikiran, David Mott, George Koller, Kevin Breit und Maza Meze unternahm sie Tourneen durch Kanada, die USA, Europa, Afrika, Süd- und Ostasien und nahm an Jazz-, Folk- und Perkussionfestivals teil.
Als Komponistin arbeitet Sankaran für Film und Fernsehen und das südindische und moderne Tanztheater. Für ihre Komposition Bombay Black (mit der Regisseurin Deepa Mehta) für das Rundfunkdrama Funny Boy der CBC erhielt sie den Dora Maver Moore Award in der Kategorie Komposition/Sounddesign. Ihre Komposition Heavy Traffic wurde mit dem John Lennon Songwriting Award ausgezeichnet.